# Pterophorus candidalis
Pterophorus candidalis is een vlinder uit de familie vedermotten (Pterophoridae). De wetenschappelijke naam van deze soort is voor het eerst geldig gepubliceerd in 1864 door Francis Walker.
De soort komt voor in het Afrotropisch gebied.